# Aldo Olcese
Aldo Italo Olcese Vassallo (ur. 23 października 1974 w Limie) – peruwiański piłkarz występujący na pozycji pomocnika. Zawodnik klubu Unión Comercio.

## Kariera klubowa
Olcese karierę rozpoczynał w 1994 roku w zespole Sporting Cristal. W tym samym roku zdobył z nim mistrzostwo Peru. W 1995 roku odszedł do klubu Juan Aurich. Potem grał w drużynie Alianza Atlético, a w 1997 roku wrócił do Sportingu Cristal. W tym samym roku dotarł z nim do finału Copa Libertadores. Wywalczył z nim także wicemistrzostwo Peru. Rok później powtórzył to osiągnięcie.
W 2000 roku Olcese przeszedł do belgijskiego KAA Gent. Spędził tam rok, a potem odszedł do Eendrachtu Aalst, gdzie również występował przez rok. W 2002 roku wrócił do Peru, gdzie został graczem Alianzy Lima. W 2003 roku oraz w 2004 roku zdobył z nim mistrzostwo Peru.
W 2005 roku Olcese wyjechał do Chin, by grać w tamtejszym Shenyang Ginde. Występował tam do końca sezonu 2005. Potem wrócił do Alianzy Lima. W 2006 roku zdobył z nią mistrzostwo Peru. W 2008 roku odszedł do Cienciano. Następnie grał w Total Chalaco oraz Inti Gas Deportes, a w 2011 roku trafił do zespołu Unión Comercio.

## Kariera reprezentacyjna
W reprezentacji Peru Olcese zadebiutował w 2003 roku. W 2004 roku został powołany do kadry na Copa América. Zagrał na nim w meczach z Boliwią (2:2) i Argentyną (0:1), a Peru odpadło z rozgrywek w ćwierćfinale.
W latach 2003–2006 w drużynie narodowej Olcese rozegrał łącznie 14 spotkań.